# Slackia
Slackia es un género de bacterias grampositivas de la familia Eggerthellaceae. Fue descrito en el año 1999. Su etimología hace referencia al microbiólogo británico Geoffrey Slack. Son bacterias anaerobias estrictas e inmóviles. La mayoría de especies se han aislado de heces de animales y humanas, sin mayores complicaciones. Por otro lado, la especie Slackia exigua es causante de varias infecciones humanas.

## Taxonomía
Actualmente existen 6 especies descritas:
- Slackia equolifaciens
- Slackia exigua
- Slackia faecicanis
- Slackia heliotrinireducens
- Slackia isoflavoniconvertens
- Slackia piriformis